# Orhan Ak
Orhan Ak (ur. 29 września 1979 w Adapazarı) – piłkarz turecki grający na pozycji lewego obrońcy.

## Kariera klubowa
Karierę piłkarską Orhan Ak rozpoczął w klubie Kocaelispor z Izmitu. W 1996 roku awansował do kadry pierwszego zespołu. W Süper Lig zadebiutował 23 sierpnia 1996 w wygranym 3:1 domowym meczu z Galatasaray SK. W 1998 roku został na sezon wypożyczony do Kuşadasısporu, grającego w 1. Lig. W 1999 roku wrócił do Kocaelisporu. W 2002 roku zdobył z nim Puchar Turcji.
W 2003 roku Orhan Ak odszedł z Kocaelisporu do Galatasaray SK ze Stambułu. W Galatasaray swój debiut 26 września 2003 w wygranym 2:0 wyjazdowym meczu z Adanasporem. W 2005 roku zdobył z Galatasaray Puchar Turcji, a w sezonie 2005/2006 wywalczył mistrzostwo Turcji.
W 2007 roku Orhan Ak został wypożyczony do Ankarasporu. W Ankarasporze zadebiutował 15 września 2007 w meczu z Beşiktaşem JK (0:0). W klubie tym spędził rok.
W 2008 roku Orhan Ak został zawodnikiem Antalyasporu, a swoje pierwsze spotkanie w nowym klubie rozegrał 24 sierpnia 2008 przeciwko Beşiktaşowi (2:3). W Antalyasporze grał przez 2 sezony.
W 2010 roku Orhan Ak ponownie zmienił klub i podpisał kontrakt z Bucasporem. 14 sierpnia 2010 zadebiutował w nim w meczu z Beşiktaşem (0:1), a na koniec sezonu spadł z nim do 1. Lig.
W 2011 roku Orhan Ak został piłkarzem Bolusporu, grającego w 1. Lig. Z kolei w 2012 roku przeszedł do Elazığsporu. W 2013 roku został zawodnikiem klubu İstanbul Başakşehir.
| Sezon   | Klub                | Kraj   | Rozgrywki | Mecze | Bramki |
| ------- | ------------------- | ------ | --------- | ----- | ------ |
| 1996/97 | Kocaelispor         | Turcja | Süper Lig | 5     | 0      |
| 1997/98 | Kocaelispor         | Turcja | Süper Lig | 5     | 0      |
| 1998/99 | Kuşadasıspor        | Turcja | 1. Lig    | 17    | 2      |
| 1999/00 | Kocaelispor         | Turcja | Süper Lig | 21    | 0      |
| 2000/01 | Kocaelispor         | Turcja | Süper Lig | 19    | 0      |
| 2001/02 | Kocaelispor         | Turcja | Süper Lig | 11    | 0      |
| 2002/03 | Kocaelispor         | Turcja | Süper Lig | 16    | 0      |
| 2003/04 | Galatasaray SK      | Turcja | Süper Lig | 20    | 2      |
| 2004/05 | Galatasaray SK      | Turcja | Süper Lig | 18    | 3      |
| 2005/06 | Galatasaray SK      | Turcja | Süper Lig | 22    | 0      |
| 2006/07 | Galatasaray SK      | Turcja | Süper Lig | 21    | 0      |
| 2007/08 | BB Ankaraspor       | Turcja | Süper Lig | 12    | 0      |
| 2008/09 | Antalyaspor         | Turcja | Süper Lig | 13    | 2      |
| 2009/10 | Antalyaspor         | Turcja | Süper Lig | 23    | 2      |
| 2010/11 | Bucaspor            | Turcja | Süper Lig | 17    | 3      |
| 2011/12 | Boluspor            | Turcja | 1. Lig    | 13    | 1      |
| 2012/13 | Elazığspor          | Turcja | Süper Lig | 25    | 0      |
| 2013/14 | İstanbul Başakşehir | Turcja | Süper Lig | 1     | 0      |
| 2014/15 | İstanbul Başakşehir | Turcja | Süper Lig | 0     | 0      |

## Kariera reprezentacyjna
W reprezentacji Turcji Orhan Ak zadebiutował 18 lutego 2004 roku w przegranym 0:1 towarzyskim spotkaniu z Danią. Od 2004 do 2006 roku rozegrał w kadrze narodowej 3 mecze, wszystkie towarzyskie.
| Mecze i gole w reprezentacji | Mecze i gole w reprezentacji | Mecze i gole w reprezentacji | Mecze i gole w reprezentacji | Mecze i gole w reprezentacji | Mecze i gole w reprezentacji | Mecze i gole w reprezentacji |
| #                            | Data                         | Stadion                      | Rywal                        | Wynik                        | Gol                          | Rozgrywki                    |
| 2004                         | 2004                         | 2004                         | 2004                         | 2004                         | 2004                         | 2004                         |
| ---------------------------- | ---------------------------- | ---------------------------- | ---------------------------- | ---------------------------- | ---------------------------- | ---------------------------- |
| 1.                           | 18.02.2004                   | Adana, Turcja                | Dania                        | 0:1                          | 0                            | towarzyski                   |
| 2006                         |                              |                              |                              |                              |                              |                              |
| 2.                           | 01.03.2006                   | Izmir, Turcja                | Czechy                       | 2:2                          | 0                            | towarzyski                   |
| 3.                           | 16.08.2006                   | Luksemburg, Luksemburg       | Luksemburg                   | 1:0                          | 0                            | towarzyski                   |

## Sukcesy
Kocaelispor
- Puchar Turcji: 2001–02

Galatasaray
- Süper Lig: 2005–06
- Puchar Turcji: 2004–05